# Ariamne II di Cappadocia
Ariamne II (in greco Aριάμνης) (... – 230 a.C.) governatore e re della Cappadocia dal 280 a.C. circa al 230 a.C., successe al padre Ariarate II.

## Biografia
Ottenne nel 256 a.C. da Antioco II di Siria l'indipendenza del suo regno, governando insieme al figlio Ariarate III, fino al 230 a.C. Favorì l'ellenizzazione ed è ritenuto il fondatore dello stato di Cappadocia.
Egli fu probabilmente il primo ad ottenere l'indipendenza della Cappadocia dall'impero seleucide.